# Cesare Pagano
Cesare Pagano (nascido em 22 de outubro de 1969, em Nápoles) é um membro italiano da Camorra. Até a sua prisão,em julho de 2010, ele figurava na "lista dos mais procurados" do Ministério Italiano do Interior desde Março de 2009, sendo associado a Camorra, ao tráfico internacional de drogas e a outros crimes.
Pagano é um dos líderes do Clã Scissionisti di Secondigliano, juntamente com seu cunhado Raffaele Amato. O clã Amato-Pagano iniciou uma guerra contra o Clã Di Lauro com a finalidade de assumir o controle do principal território comercial na área de Nápoles, que resultou na morte de cerca de 70 pessoas entre 2004 e 2005. Esta guerra ficou conhecida como a faida di Scampìa(pt - Briga de Scampia).
Em 8 de julho de 2010, Pagano e outros dois homens - incluindo seu sobrinho foragido Carmine Pagano - foram presos em uma vila de praias em Licola, perto da cidade de Pozzuoli, na costa norte da cidade alpina do sul de Nápoles. Eles não apresentaram resistência depois que a polícia cercou a casa onde eles estavam escondidos e dispararam tiros de advertência.
Cesare Pagano cumpre, atualmente,uma sentença de prisão perpétua.